# روبن أوستين
روبن أوستين هو سياسي كندي، ولد في 9 أبريل 1958. حزبياً، نشط في الحزب الديمقراطي الجديد في كولومبيا البريطانية ‏.